# Orazio Borgianni
Orazio Borgianni, né le 6 avril 1574 à Rome où il est mort le 14 janvier 1616, est un peintre et graveur baroque du Seicento (XVIIe siècle).
Il est le beau-frère du sculpteur et architecte Giulio Lasso.

## Biographie
Parti en Sicile, puis en Espagne en 1601, Orazio Borgianni revint à Rome vers 1602, puis retourna dans la péninsule ibérique en 1605. Il s'opposa au Caravage, même s'il resta influencé par son style. On parle à son propos de « naturalisme caravagesque ».
Son œuvre la plus connue est une série de tableaux sur la vie de saint Charles Borromée à l'église Saint-Charles-des-Quatre-Fontaines de Rome. L'œuvre de Borgianni a exercé une influence certaine sur la peinture espagnole. Il continua d'ailleurs à entretenir des rapports avec ce pays après son établissement à Rome. Il fit un séjour à Madrid et visita la péninsule ibérique en passant par Séville. Il transportait un grand nombre de toiles, qui influencèrent le baroque espagnol naissant, notamment Luis Tristàn. Parmi les œuvres notables conservées en Espagne figurent les toiles conservées dans le couvent des récollets de Pampelune, ainsi que la Crucifixion et le David et Goliath de Valladolid.
Vecteur du caravagisme en Espagne, il contribua aux influences qui formèrent le style du jeune Velasquez dans sa période sévillane.

## Galerie

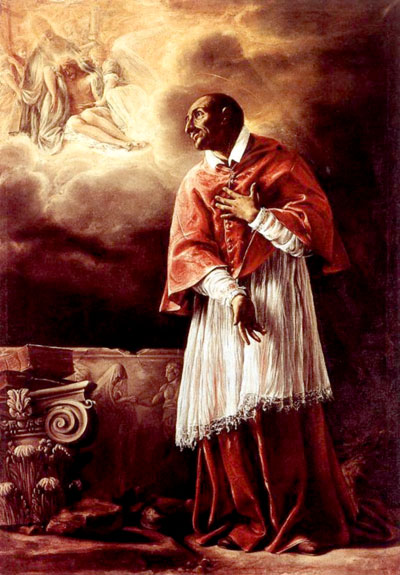
Saint Charles Borromée, première version (peinture, entre 1611 et 1612).
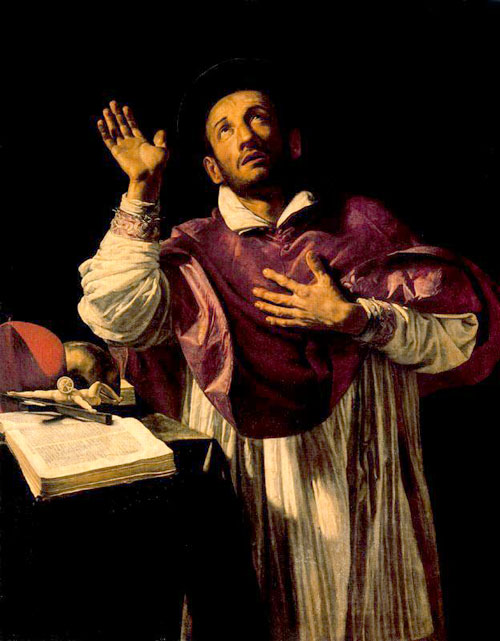
Saint Charles Borromée, deuxième version (peinture, entre 1610 et 1616).
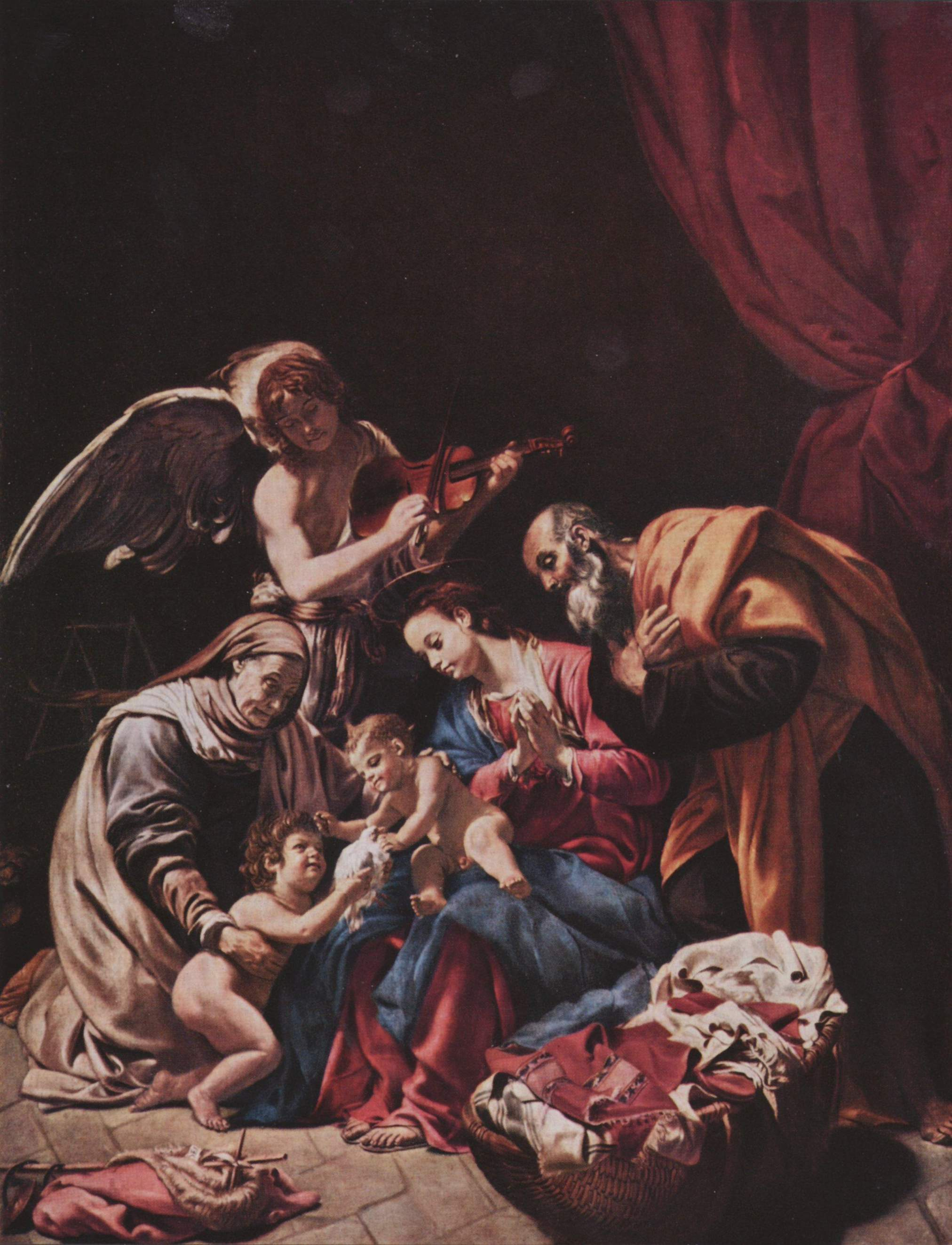
La Sainte Famille (peinture, entre 1600 et 1609).
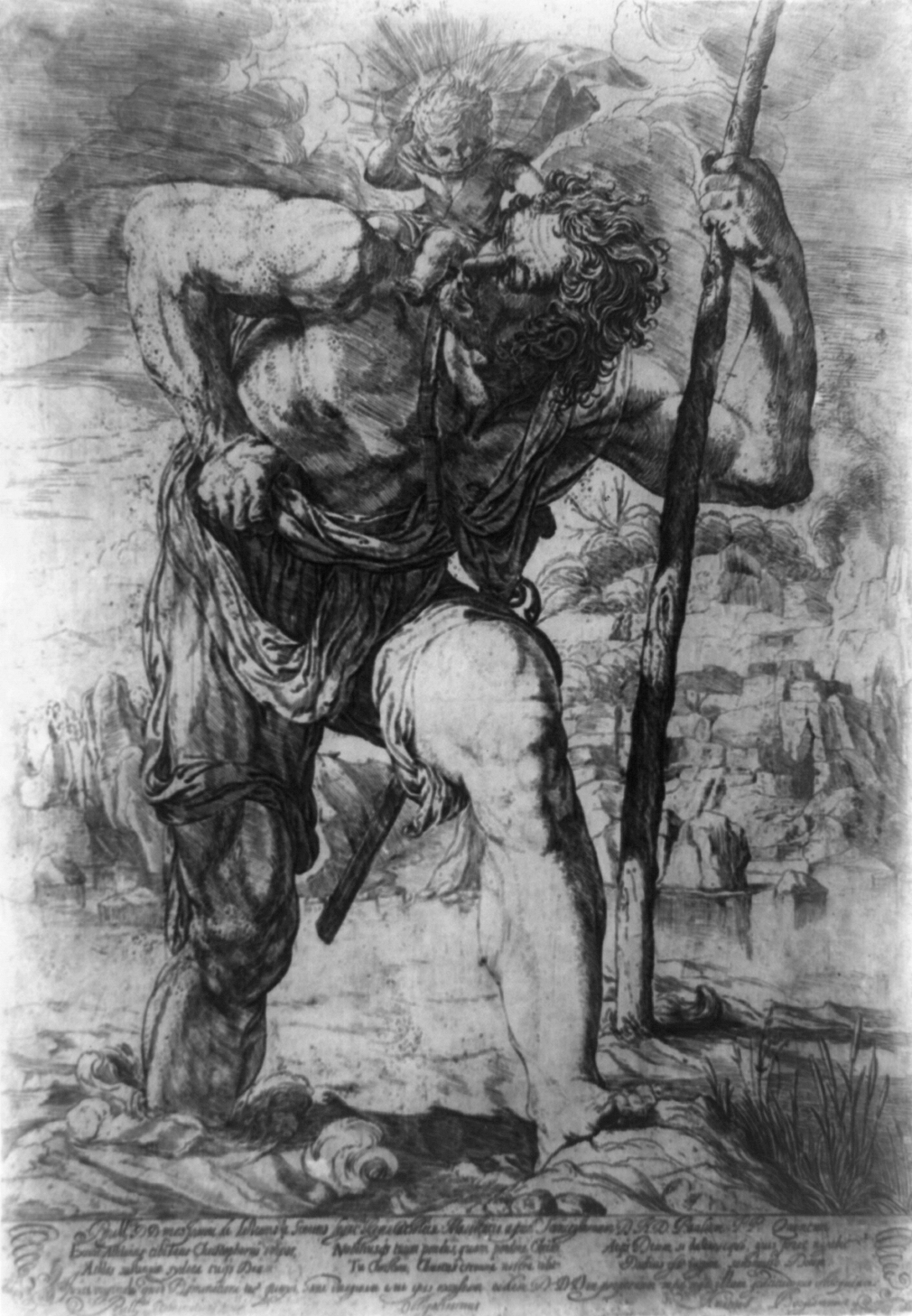
Saint Christophe (eau-forte, entre 1610 et 1616).
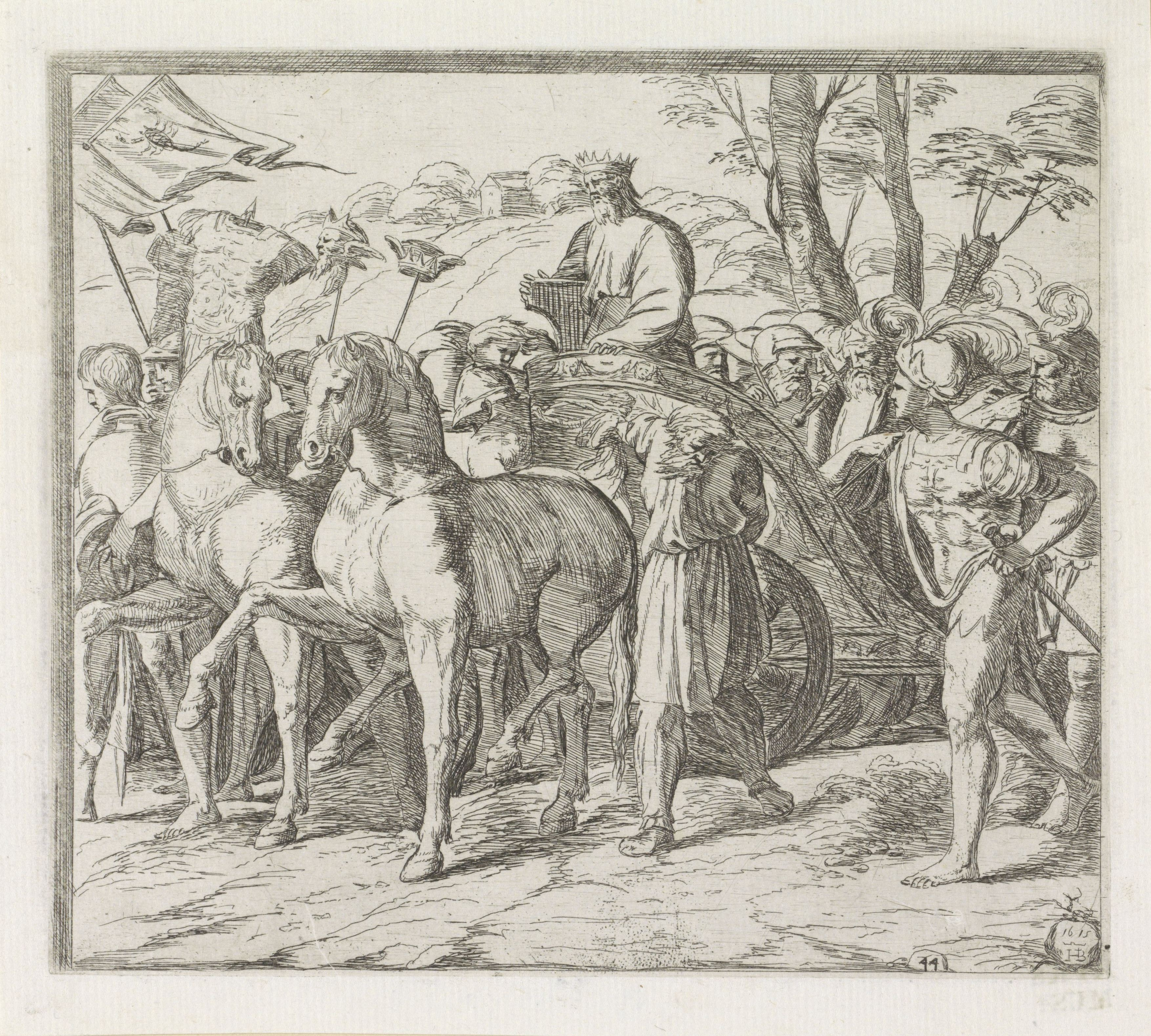
David retourne à Jérusalem en triomphe (eau-forte, 1615).

## Œuvres
- Saint Christophe et Stigmatisation de saint François, au musée du Prado ;
- Saint Charles Borromée adore la Sainte Trinité, église Saint-Charles-des-Quatre-Fontaines, Rome ;
- Saint Charles Borromée, première et deuxième versions, église Saint-Charles-des-Quatre-Fontaines, Rome ;
- Saint Charles Borromée visitant les pestiférés[5], collection privée, Paris ;
- Fresques à l'église San Silvestro in Capite, Rome ;
- Martyre  de saint Étienne, les messagers de Constantin font appel à saint Sylvestre (1610) ;
- Autoportrait, Sainte Famille, Galerie nationale d'Art ancien, Rome ;
- Le Denier de César, église d'Avize ;
- Sainte Famille et sainte Anne, Fondazione di Studi di Storia dell’Arte Roberto Longhi, Florence :
- Saint Charles Borromée, musée de l'Ermitage, Saint-Pétersbourg ;
- Saint Jean portant Jésus enfant [6], National Galleries of Scotland ;
- Christ en croix
- La Vision de saint Jérôme, v. 1600, toile, 176 × 126 cm, musée du Louvre, Paris[7]